# Raddon Top
Raddon Top är kullar i Storbritannien.   De ligger i riksdelen England, i den södra delen av landet, 250 km väster om huvudstaden London.